# Låggolv

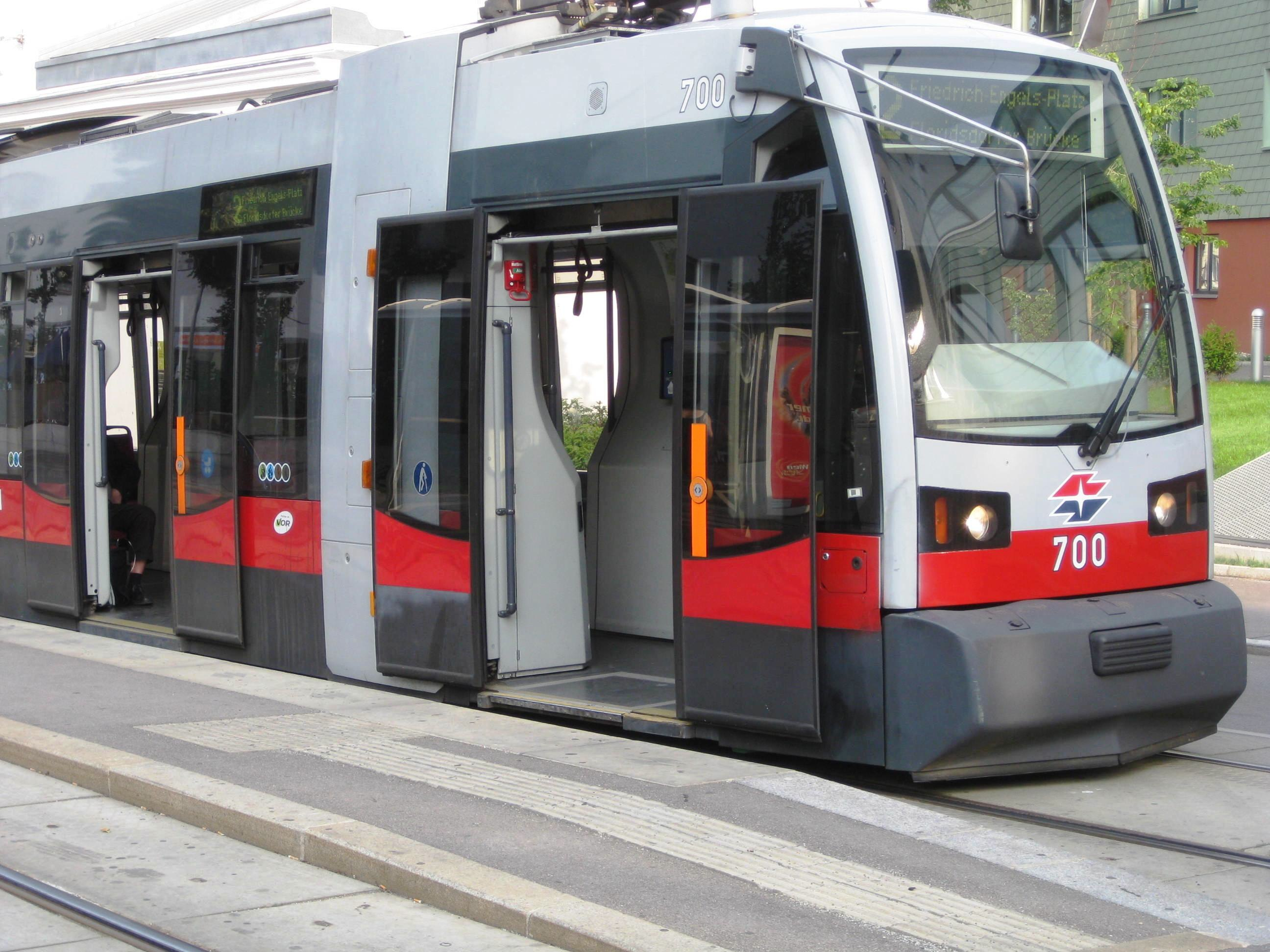
Insteg från hållplats på en Siemens ULF i trafik av Wiens spårväg

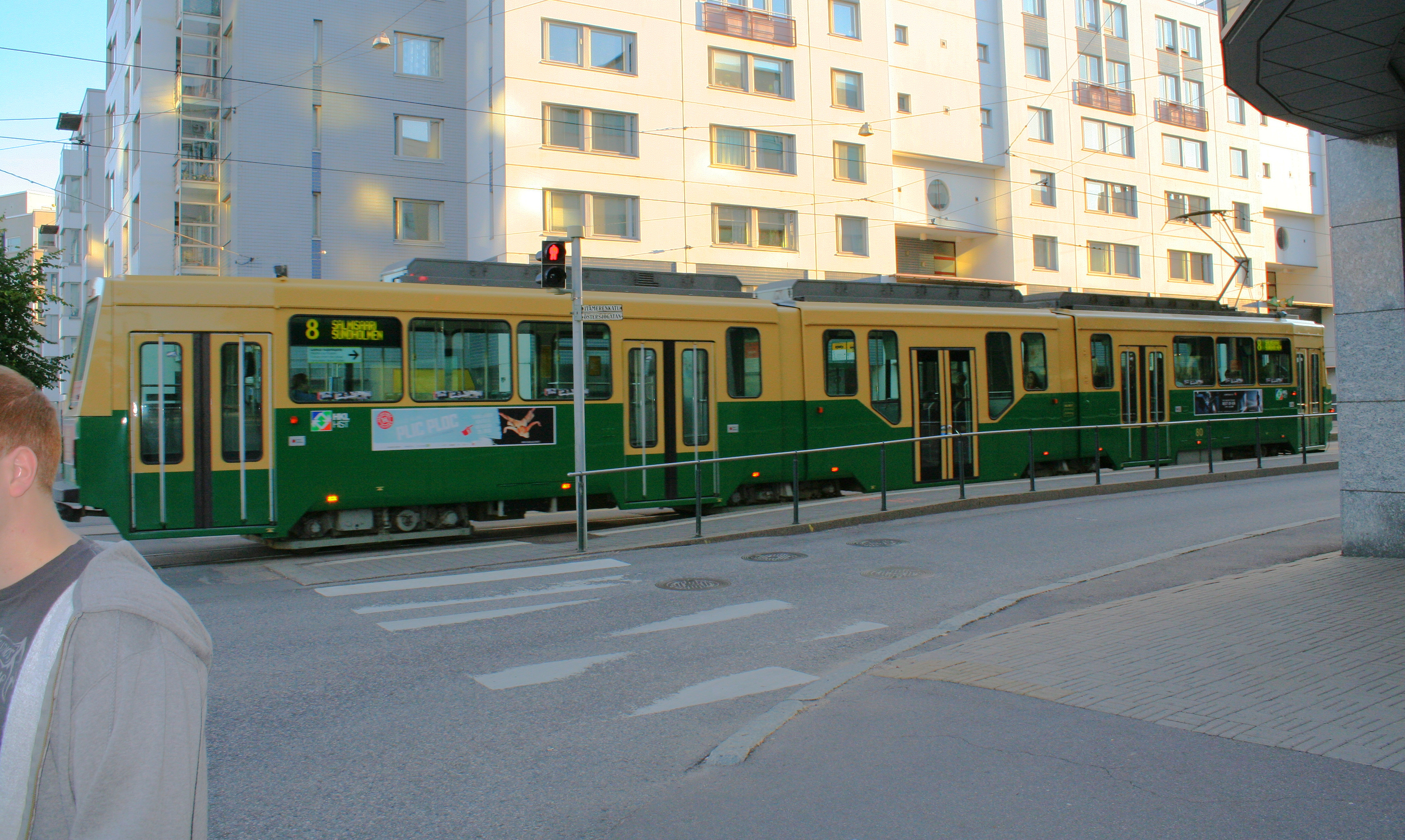
Spårvagnar av typ Valmet modell II i Helsingfors byggdes i början av 1980-talet och försågs från 2006 med en tillbyggd mittsektion med låggolv.

Låggolv är ett begrepp som används främst inom kollektivtrafiken, där låggolv betyder att golvet i ett fordon är helt eller nästan i nivå med en hållplatsplattformskant. Låggolv underlättar på- och avstigning för alla, vilket också ger snabbare hållplatsuppehåll. Det underlättar särskilt för rörelsehindrade och passagerare med barnvagn. 
För att tekniskt kunna konstruera ett fordon med helt eller delvis låggolv krävs det att utrymmet mellan golv och vägbana är stort nog för att rymma underrede med diverse utrustning. Detta åstadkommer man delvis genom höjda plattformskanter och delvis med mindre, och mindre utrymmeskrävande utrustning, i fordonets underdel. Det är vanligt för bussar att golvet sluttar uppåt där bak så att det blir utrymme under golvet. På rälsgående fordon är det lättare då hjulen har mindre diameter. Dock kräver metallhjulen en annorlunda fjädring som är mer komplicerad och skrymmande.
Det är mycket lättare att konstruera fordon med bara delvis lågt golv. Det kallas lågentré. Då kan man få bättre plats för motorer och annan utrustningm under golvet, och slipper kompromissa med sådant som fjädring och isolering. Det krävs då trappsteg inne i fordonet, för att ansluta delar med olika golvhöjd. 